# هيذر جنسن
هيذر جنسن هي لاعبة كرلنغ كندية، ولدت في 8 مارس 1985 في كالغاري في كندا.